# سكوت باترسون
سكوت جوردون باترسون ممثل الأمريكي مواليد 11 سبتمبر لعام 1958 في ولاية بنسلفانيا لأب مدير إعلانات وأم تعمل ممثلة مسرحية.
وهو معروف لدوره دكتورلوك دانيس في بنات غيلمور وعميل خاص بيتر ستراهام في سو4 وسو5 وسو 6. كما قام ببطولة مايكل بوكانان في مسلسل ال ن ب سي الدرامي، وكقائد فضائي من Tenctonese في الفيلم التلفزيوني أمة الفضائين :الأفق مظلم.

## السيرة الذاتية
ولد سكوت باترسون في 11 سبتمبر 1958، في فيلادلفيا، بنسلفانيا، ابن هوب جوردون، وهي ربة منزل، و ممثلة مسرحية والصحافية، وفرانسيس فورد باترسون الرابع، وهو مدير إعلانات. طلق والديه في عام 1974.
شكل باترسون فرقته في الصف الثالث مع صديقه منذ فترة طويلة تومي بويتراس.اسم الفرقة كان المجهول. حيث أدت الفرقة في جميع أنحاء المدرسة الابتدائية والثانوية ولكن تم حلها بعد تخرج.
ترعرع باترسون في هاددونفيلد، نيو جيرسي، وحضرت مدرسة هادوندفيلد التذكارية الثانوية. التحق بجامعة روتجرز، حاصلاً على شهادة في الأدب المقارن. درس التمثيل في نيويورك مع المدربين المشهورين روبرت لويس وسوندرا لي.

## حياته المهنية

### لاعب بيسبول
قضى باترسون سبع سنوات، من عام 1980 إلى عام 1986، كلاعب محترف في لعبة البيسبول في دوري بيسبول الصغير، ويحتل المركز الثالث (المستوى الأعلى قبل البطولات الكبرى). لعب في البطولات الكبرى لسبع فرق مختلفة وتم اختياره لأربعة فرق 'كل النجوم' (اثنان مع اتلانتا واثنان مع نيويورك يانكيز).
تم اختيار باترسون في البداية من قبل شجعان اتلانتا في الجولة الأولى (الثانية عشرة بشكل عام) من بطولة دوري البيسبول لعام 1980. لعب أول موسم للمحترفين مع أندرسون برافزالدرجة أ في عام 1980.
في عام 1981 فاز باترسون بـ 13 لعبة متتالية كرامي بداية بين درهام الدرجة أ وسافاناهالدرجة أأ ليندرج الشجعان في سجل كأغلب الانتصارات المتتالية لبدء موسم.
في عام 1982، إنتقل باترسون من برافز إلى نيويورك يانكيز لبوب واتسون، وتم وضعه على قائمة يانكيز لبطولة الدوري في عام 1983. تم اختيار باترسون لجائزة 'كل النجوم' مع كل من يانكيز أأ، ألباني -كولوني يانكيز وكولومبوس كليبرز أأأ في عام 1986. في عام 1985 تم اختياره من قبل تكساس رينجرز في مشروع القاعدة 5 لكنه عاد بعد ذلك إلى يانكيز.
وقع باترسون عقدًا دوري بيسبول الصغير مع نادي لوس أنجلوس دودجرز المنتمي إلى نادي الدوكيركي في الدوكس في أواخر عام 1986 ولكن لم يلعب على مستوى الدوري الرئيسي.

### التمثيل
في عام 1988، شكل باترسون شركة ‘مسرح آركلايت‘ في سوهو، نيويورك مع جون بيشوب. باترسون لعب دور جيديدة كوهلر في الأسقف العظيم، حفيد جيديدة كوهلر في أول إنتاج للشركة. في إحدى الليالي، كان جورج وولف في الحضور وعرض على جوردون باترسون دورًا في شركة تمارا التابعة لشركة السفر الأوروبية لكنه رفضها لمواصلة العمل مع آركلايت.
في عام 1993، كان من المقرر أن يؤدي باترسون دور البطولة في الدوري الكبير الصغير لكن في دقائق الأخيرة سحب المنتجون الدور ليسلموه لتيموثي بسفيلد، وقدم له دور مايك ماكغريفي .
أكمل باترسون تصوير دور البطولة في الفيلم الروائي أفضل حركة لها، من إخراج نورم هنتر وشارك في بطولته ليزا دار. كما ظهر على الشاشة الكبيرة في ليتل بيغ ليغ، مع جيسون روباردس، وفي ثلاثة أمنيات، مع باتريك سويزي و ماري إليزابيث ماسترانتونيو. كما لعب دور البطولة في الأفلام المستقلة طريق السريع 395 والرابسودي في بلوم مع أندريا ميلر و رون سيلفر والاولاد من سجن أبو غريب مع شون أستين وأطفال الناس الآخرين مع ديان مارشال غرانت.
قام بأدوار رومانسية على التلفزيون ؛ وأبرز دور له، والذي لعبه لمدة سبع سنوات في البرنامج التلفزيوني بنات جيلمور كلوك دانيس. أما من بين المشاريع التي قام بها باترسون مؤخراً، لعب دور البطولة في فيلم غرباء في أمريكا وتعبيراً عن شخصية الملك فاراداي في مسلسل الرسوم المتحركة فرقة العدالة  لعام 2004، كما قام بدور البطولة في دور العميل ستراهم في سلسلة أفلام سو 4 وسو 5 على التوالي.
ظهرت باترسون في بعض حلقات الموسم الثاني من عام 90210 كوالد ليام كورت السابق الذي تم إطلاق سراحه من السجن ويريد إعادة الاتصال بابنه.
تألّق باترسون في دور مايكل بوكانان في المسلسل الدرامي ن ب س الحدث، الذي عرض لأول مرة في 20 سبتمبر 2010. وقد تم قتل شخصيته في الحلقة 18.
في عام 2016، أعاد باترسون دوره ك كلوك دانيس من أجل إحياء الأفلام القصيرة غيلمور غيلز: سنة في العمر غيلمور غيلز: سنة في العمر، والذي تم بثه على نتفليكس في 25 تشرين الثاني 2016.

## الأعمال الفنية

### الأفلام
| العام | العنوان                      | العام                                  | ملاحظات   |
| ----- | ---------------------------- | -------------------------------------- | --------- |
| 1993  | نية لقتل                     | أل                                     | فيديو     |
| 1994  | ليتل بيغ ليغ                 | مايك ماكغريفي                          |           |
| 1995  | صبي يدعى الكراهية            | ضابط دورية الطرق السريعة في كاليفورنيا |           |
| 1995  | ثلاث أمنيات                  | والد سكوت                              |           |
| 2000  | السريع 395                   | مارك برادلي                            |           |
| 2007  | أفضل حركة لها                | جيل                                    |           |
| 2007  | سو 4                         | العميل بيتر ستراهم                     |           |
| 2008  | سو 5                         | العميل بيتر ستراهم                     |           |
| 2009  | سو 6                         | العميل بيتر ستراهم                     |           |
| 2012  | الاخوة فرانكنشتاين           | جورج مارتن                             |           |
| 2013  | ميث رئيس                     | هانك                                   |           |
| 2014  | الاولاد من سجن أبو غريب      | الكابتن هايز                           |           |
| 2015  | أطفال الناس الآخرين          | فرانك تاسلر                            |           |
| 2016  | أيب                          | بيل                                    | فيلم قصير |
| 2016  | حمى صفراء                    |                                        |           |
| 2017  | الروڨ                        | العميل وايت                            |           |
| 2017  | حرية                         | إيان جنسن                              |           |
| 2017  | أبناء الصيف                  | مدرب                                   |           |
| 2018  | باتمان: جوثام بواسطة جازلايت | جيمس جوردون                            | صوت       |

### الأعمال التلفزيونية
| العام   | العنوام                    | الدور                                      | ااملاحظات                              |
| ------- | -------------------------- | ------------------------------------------ | -------------------------------------- |
| 1993    | عودة أيرونسايد             | جيليت                                      | فيلم تلفزيوني                          |
| 1994    | أمة الفضائين: الأفق المظلم | أبوسنوا                                    | فيلم تلفزيوني                          |
| 1995    | ساينفيلد                   | بيلي                                       | الاسفنجة                               |
| 1996    | هم                         | سيمون ترينت                                | فيلم تلفزيوني                          |
| 1996    | مطاردون سيلك               | تشيك تشاندلر                               | يوم ما قبل الحكم                       |
| 1997    | أرليس                      | دان مانفيل                                 | الشيء الحقيقي                          |
| 1997-98 | فايرد أب (مسلسل)           | ميكي                                       | حيث يوجد الدخان "النار ونيس"           |
| 1998    | الرابسودي في بلوم          | فيل                                        | فيلم تلفزيوني                          |
| 1998    | الانتقام غير محدود         | توم سوين                                   | العدالة الأسود                         |
| 1999    | إنها مثل، أنت تعرف ...     | تيد                                        | الزبون                                 |
| 1999    | كن واقعيا                  | جايكوب بيريهيل                             | رهبة الأداء                            |
| 1999    | ويل وڨرايس                 | دون جريجوريو                               | المعتوه                                |
| 2000-07 | بنات غيلمور                | لوك دانيس                                  | دور البطولة                            |
| 2005    | فرقة العدالة               | الوكيل كينغ فاراداي فرانكو بيرتينيلي (صوت) | موعد مزدوج أنا الفيلق إلى الشاطئ الآخر |
| 2007-08 | غرباء في أمريكا            | جاري تولشوك                                | دور البطولة                            |
| 2010    | 90210                      | فين                                        | فرصة أخرى اختيارات متعددة قابل الأبوين |
| 2010    | الحدث                      | مايكل بوكانان                              | دور البطولة                            |
| 2011    | الحب في طاولة عيد الميلاد  | توم باتون                                  | فيلم تلفزيوني                          |
| 2012    | خطفت: قصة هانا أندرسون     | جيمس ديماجيو                               | فيلم تلفزيوني                          |
| 2016    | غيلمور غيلز: سنة في العمر  | لوك دانيس                                  | مسلسل نيتفليكس                         |

## روابط خارجية
- سكوت باترسون على موقع IMDb (الإنجليزية)
- سكوت باترسون على موقع ميتاكريتيك (الإنجليزية)
- سكوت باترسون على موقع روتن توميتوز (الإنجليزية)
- سكوت باترسون على موقع ألو سيني (الفرنسية)
- سكوت باترسون على موقع أول موفي (الإنجليزية)
- سكوت باترسون على موقع قاعدة بيانات الأفلام السويدية (السويدية)
- سكوت باترسون على موقع إن إن دي بي (الإنجليزية)
- سكوت باترسون على موقع قاعدة بيانات الفيلم (الإنجليزية)
- سكوت باترسون على موقع كينوبويسك (الروسية)